# Glacier de Corbassière
Glacier de Corbassière – lodowiec  o długości 9,8 km i powierzchni 17,4 km² (1973 r.).
Lodowiec położony jest w masywie Grand Combin w Alpach Pennińskich w kantonie Valais w Szwajcarii.